# Dagestanski jezici
Dagestanski jezici (istočnokavkaski jezici), kavkaski jezici koji zajedno s nahskim jezicima čine nahsko-dagestanske ili sjeveroistočnokavkaske jezike. Tri su osnovne skupine unutar ove podjele
a. Avarsko-andsko-didojski jezici, avarski, andski, didojski (cezski), bežta, hinuhski, hvaršinski, tindijski, botlihski, hunzibski, godoberski, čamalalski, bagulalski, karatinski, ahvahski.
b. Laksko-dargvinski jezici: lakski i darginski.
c. Lezginski jezici : arčinski, hinaluški, lezginski, tabasaranski, agulski, rutulski, cahurski, udinski, buduhski, kritski; staroudinski se naziva i agvanski.

## Vanjske poveznice
- Dagestanian languages